# Parafia Przemienienia Pańskiego w Sulejówku
Parafia pw. Przemienienia Pańskiego w Sulejówku-Miłośnie – parafia rzymskokatolicka należąca do dekanatu sulejóweckiego diecezji warszawsko-praskiej, metropolii warszawskiej. Erygowana w 1939. 
Kościół parafialny został zbudowany w latach 1934–1936. Świątynia znajduje się przy ulicy Armii Krajowej w Sulejówku Miłośnie. 
W 2012 roku zostaje otwarte Prywatne Centrum Kultury.
W roku 2014 na terenie domu parafialnego powstało kino „Teatr Kurtyna”  dofinansowane z Ministerstwa Kultury i Dziedzictwa Narodowego.